# Ricardo Friedrich
Ricardo Henrique Schuck Friedrich, född 18 februari 1993 i Candelária, är en brasiliansk fotbollsmålvakt som spelar för Malmö FF.

## Karriär
I april 2016 tillkännagav RoPS värvningen av Ricardo Friedrich. Under en match mellan RoPS och FF Jaro den 28 juni 2015 byttes Ricardo ut i halvtid, efter att ha drabbats av en hjärnskakning under första halvlek. I december 2015 förlängde Ricardo sitt kontrakt med RoPS med ytterligare två säsonger. Den 24 november 2021 presenterades han som den första värvningen av Kalmar FF inför säsongen 2022. Dessförinnan hade han spelat i Bodö/Glimt och Ankaragucu.
Säsongen 2022 blev mycket lyckad för Friedrich som lyckades hålla nollan 14 gånger under säsongen. Den 8 november 2022 utsågs han till årets målvakt i Allsvenskan under galan för Allsvenskans stora pris.
Den 5 januari 2024 blev Friedrich klar för Malmö FF, där han skrev på ett treårskontrakt.

## Privatliv
Ricardo Friedrich är yngre bror till Douglas Friedrich, som också är fotbollsmålvakt.

## Meriter

### Malmö FF
Allsvenskan: 2023, 2024
Svenska Cupen: 2023/24
Individuellt
- Allsvenskans stora pris: Årets målvakt i Allsvenskan 2022